# Десять негритят (фильм, 1987)
«Де́сять негритя́т» — советский двухсерийный детективный фильм Станислава Говорухина по одноимённому роману Агаты Кристи, снятый на Одесской киностудии. Экранизация сохранила пессимистический характер концовки романа. Это также первая экранизация, в которой было сохранено исходное название романа.
Премьера фильма состоялась 31 января 1988 года.

## Сюжет

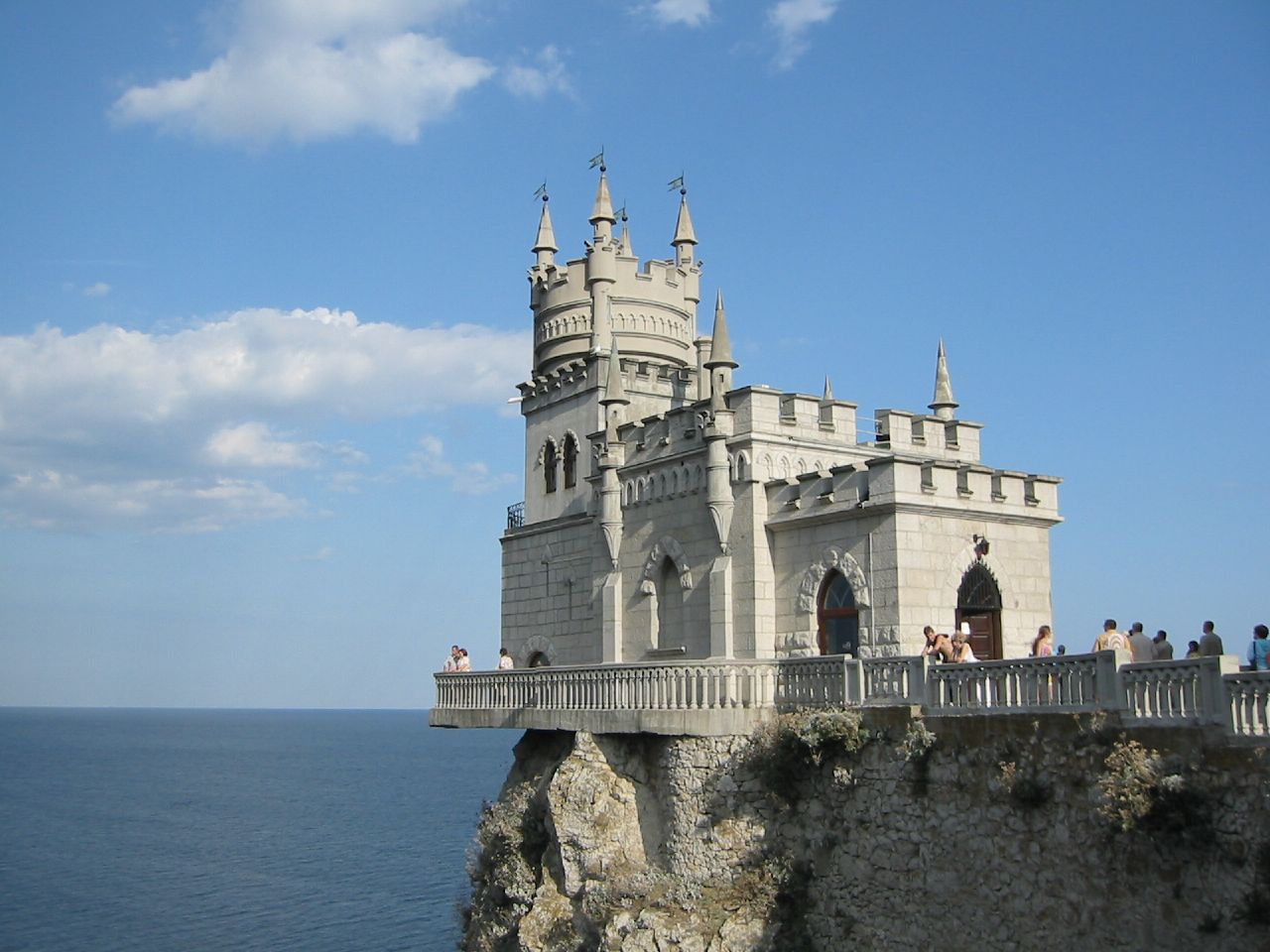
«Ласточкино гнездо»,
Гаспра

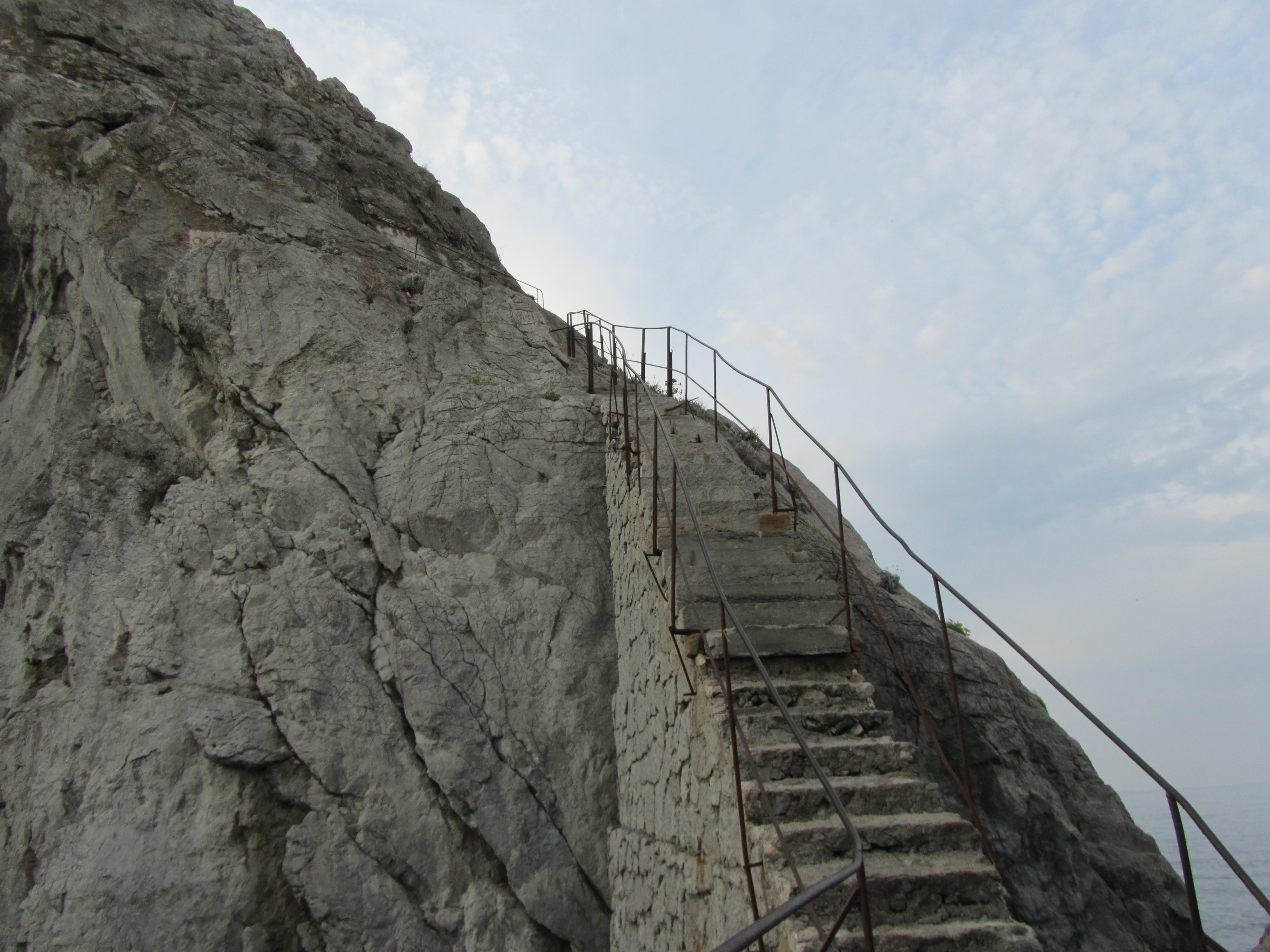
Скала Дива,
Симеиз

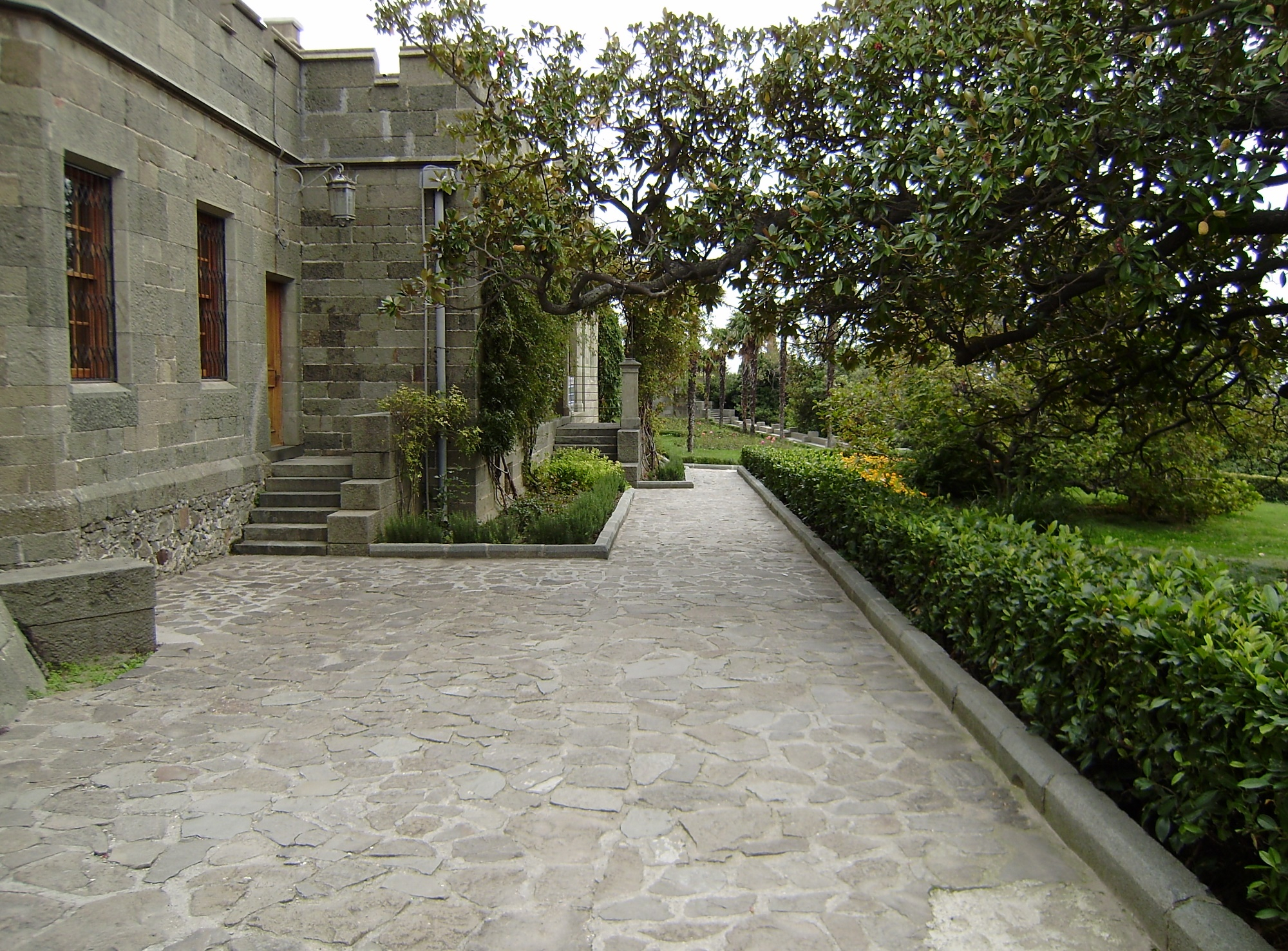
Воронцовский дворец,
Алупка

Несколько человек, никогда ранее не встречавшихся друг с другом, приезжают на уединённый Негритянский остров. Среди них отставной военный, врач, учительница, полицейский, судья, пожилая леди — люди из самых разных слоёв общества. Большинство приехало по приглашению, присланному от имени не особенно близкого знакомого, причём во всех случаях инициалы пригласившего — А. Н., а фамилия — Оуэн.
Приехав, они с удивлением обнаруживают, что хозяина, приславшего приглашение, на острове нет, а в доме хозяйничают слуги, не имеющие представления, кто их нанял. Из-за испортившейся погоды связь с материком прерывается; лодка, привёзшая их, не возвращается. Приехавшие размещаются в доме, решая ждать, пока ситуация не прояснится.
На первом же совместном обеде незнакомый голос зачитывает обвинение, по которому каждый из присутствующих обвиняется в убийстве одного или нескольких людей, которое он, по словам говорящего, совершил в прошлом. Оказывается, что голос исходил из граммофона, стоявшего за шторой, а обращение записано на пластинку, имеющую странное название «Лебединая песня». Воспроизведение запустил слуга, согласно письменным инструкциям нанимателя; слуги — муж и жена, тоже находятся в числе обвиняемых. Все потрясены; никто, кроме капитана Филиппа Ломбарда, не хочет признавать, что сказанное о нём — правда, но осведомлённость неизвестного поражает.
Затем один из гостей, Марстон, выпив виски, падает мёртвым. Очевидно, что напиток отравлен. Через некоторое время обнаруживается, что одна из стоящих на подносе десяти фигурок негритят пропала. Гости вспоминают, что во всех спальнях дома на стене висит табличка с детской считалочкой о десяти негритятах, которые по одному погибают различным образом. И понимают, что фамилия и инициалы пригласившего их на остров человека А. Н. Оуэн — не что иное, как Неизвестный (англ. Unknown).
Первый из негритят, согласно тексту считалочки, должен был «поперхнуться». Через некоторое время погибает миссис Роджерс (умерла во сне), затем генерал Мак-Артур (не вернулся с прогулки). Каждый следующий умирает смертью, которая соответствует очередной строчке из считалки. После каждой смерти с подноса пропадает ещё одна фигурка. Все решают, что на острове действует маньяк, решивший уничтожить приглашённых. Попытка обыскать остров ни к чему не приводит. Гостям становится ясно, что убийца — один из них. Взаимные подозрения нарастают по мере того, как умирают люди. Постепенно выясняется, что все высказанные обвинения — правда. Каждый из заманённых на остров виновен в смерти по крайней мере одного человека и ранее не понёс за это наказания.
Никто из них так и не узнал, кто истинный убийца, кроме самого убийцы, судьи Уоргрейва, решившего свершить истинное правосудие, в том числе и над самим собой, и совершившего его по точно задуманному плану.

## В ролях
- Александр Кайдановский — Филипп Ломбард
- Татьяна Друбич — Вера Клейсорн
- Людмила Максакова — мисс Эмили Брент
- Анатолий Ромашин — доктор Эдвард Армстронг
- Владимир Зельдин — судья Лоуренс Уоргрейв
- Михаил Глузский — генерал Джон МакАртур
- Алексей Жарков — Уильям Генри Блор
- Александр Абдулов — Энтони Марстон
- Ирина Терещенко — миссис Этель Роджерс
- Алексей Золотницкий — мистер Томас Роджерс
- Фёдор Одиноков — Фред Нарракотт
- Игорь Ясулович — голос на пластинке

## Съёмочная группа
- Автор сценария и режиссёр — Станислав Говорухин
- Оператор — Геннадий Энгстрем
- Художник — Валентин Гидулянов
- Художник-скульптор — Борис Белов
- Композитор — Николай Корндорф

## Награды
Кинофестиваль «Одесская альтернатива» (1987) — приз «За воплощение на нашем экране темы страха и ужаса за рубежом» (Станислав Говорухин).

## Отзывы критиков
- Критик Любовь Аркус в своей биографической статье о Станиславе Говорухине в семитомном издании «Новейшая история отечественного кино. 1986—2000» охарактеризовала фильм «Десять негритят» как «самый эстетический, не лишённый изобразительной вычурности фильм, ничего общего не имеющий с „Агатой Кристи одесского пошива“». Она написала: «Развивая мотив возмездия за грехи прошлого, возмездия, которое настигнет неминуемо — свинцовой ли пулей, ампулой ли с ядом, Станислав Говорухин проявлял актуальные для середины восьмидесятых обертона этого мотива: самым страшным персонажем „Десяти негритят“ оказывался судья, присвоивший себе право выносить приговор и карать»[5].
- Американский кинокритик Фил Холл в 2015 году так написал об этом фильме: «…Фильм „Десять негритят“ разрывается между кадрами, которые заставляют вздрогнуть, и сценами, пронизанными тревогой и нервами. Речь идёт, главным образом, о флэшбэках, где показываются воспоминания Веры Клейсорн о том, как её попустительство сделало возможным оставленному ей на её ответственность мальчику сгинуть в океане — и странные медленные отрезки механического поведения, поставленные в необычном для кино театральном стиле. Данные сопоставления и переходы приводят зрителя к необычному ощущению — он хочет, чтобы фильм продолжал оставаться во мрачной и гнетущей атмосфере, тем не менее, Говорухин явно не способен держать уровень напряжения и зла, который вложила в своё творение Агата Кристи… „Десять негритят“ — любопытная диковинка. Тем не менее, если зритель не испытывает фанатизма по отношению к личности и произведениям Агаты Кристи, этот фильм ему искать не стоит»[6].
- Хорватский киновед Хрвое Милакович (хорв. Hrvoje Milaković) в статье 2019 года назвал фильм «первой и — до 2015 года — единственной верной адаптацией» романа, отмечая сценарную и режиссёрскую работу Говорухина, «продемонстрировавшего не только мастерское знание всего текста Агаты Кристи, но и глубокое его понимание, чего не встречалось ни до, ни после», а также «выдающиеся актёрские работы и солидное техническое воплощение»[7].